# Tadmor
Pour les articles homonymes, voir Tadmor (homonymie).
Tadmor ou Tudmur (en arabe : تدمر), ou également Palmyre, est une ville du centre de la Syrie située dans le gouvernorat de Homs. Elle est connue pour son site archéologique se trouvant à 500 m au sud-ouest de Tadmor, et son ancienne prison.

## Géographie
La ville se trouve dans une oasis du désert de Syrie à 215 km au nord-est de Damas et à 180 au sud-ouest de l'Euphrate.
Relativement isolée, les localités les plus proches sont le village d'Arak (en) à l'est, la ville d'As-Sukhnah plus loin au nord-est, le village de Tiyas (en) à l'ouest et la ville de Al-Qaryatayn au sud-ouest.
La ville est le centre administratif du district de Tadmor et du sous-district. Suivant le recensement de 2004 réalisé par le Bureau central de statistique (en) la population de la ville était de 51 323 habitants. En 2015, d'après le gouverneur de Homs la population était de 35 000.

## Histoire

### Avant Palmyre
La plus ancienne attestation de Tadmer ou Tadmor est une mention sur des tablettes assyriennes de Cappadoce au XIXe siècle av. J.-C. . Le nom est également mentionné au XVIIIe siècle av. J.-C., dans les archives royales de la ville de Mari, sur le Moyen-Euphrate, archives qui évoquent le « pillage de Tadmor » par des Sutéens, un groupe nomade. Au XIe siècle av. J.-C., il est question de « Tadmor du désert », « Tadmor du pays d’Amurru », dans les annales royales assyriennes. La réputation de l'oasis s'étend donc jusqu’en Assyrie.
La source Efqa, au sud-ouest de la ville antique, a pu constituer un facteur déterminant pour l'établissement dans ce lieu d'une communauté humaine.

### Développement en ville
Après la Première Guerre mondiale, la Syrie est occupée par les Français dans le cadre d’un mandat de la Société des Nations. L’armée française implante à Palmyre une unité de méharistes et construit un terrain d’aviation pour le contrôle aérien de la steppe. Les fouilles archéologiques sont organisées sur une grande échelle : le village qui occupait le sanctuaire de Bel est détruit et la population relogée dans une ville moderne construite au nord du site archéologique, tandis que le temple antique est restauré. Le nom de Robert du Mesnil du Buisson, directeur de plusieurs missions archéologiques en Syrie et en Égypte entre 1919 et 1939, reste d'ailleurs « attaché à une importante mission archéologique française à Palmyre dont il eut la charge ».
Depuis l’indépendance de la Syrie, la ville moderne de Tadmor s’est considérablement développée. Comme dans l’Antiquité, la ville vit de l’agriculture dans l’oasis, de l’élevage bédouin dans la steppe, tandis que les profits autrefois tirés du grand commerce sont remplacés par les revenus non négligeables du tourisme.
Le terrain d’aviation est devenu une base militaire, mais le projet d'en faire un aéroport civil pour développer le tourisme n’a jamais été mené à bien. Sa prison, utilisée par le régime pour y enfermer des opposants nationaux et étrangers, est réputée comme l'une des plus inhumaines au monde, en raison des conditions de détention, des actes de torture ou des exécutions sommaires de prisonniers. 

### Guerre civile syrienne
Pendant la guerre civile syrienne, la population y est majoritairement sunnite, globalement hostile au régime syrien bien qu'une part de la population se soit rangée du côté des forces loyalistes. Passée sous contrôle des opposants au régime de février à septembre 2013, elle avait ensuite été reprise par les armes par l'armée syrienne. Depuis lors, la ville souffrait d'un état de tension fort entre la population sunnite et l'armée.
En mai 2015, la ville est prise par l'État islamique. Celui-ci détruit la prison et y commet de nombreuses exactions, notamment la destruction de vestiges archéologiques et l'assassinat de Khaled Assad.
En mars 2016, Tadmor est reprise par l'armée arabe syrienne.
Le 11 décembre 2016, les soldats de l'État islamique parviennent à s'emparer une nouvelle fois de Tadmor. Malgré les nombreux bombardements russes, ils profitent de la concentration des forces militaires syriennes à Alep. La ville est reprise par les loyalistes début mars 2017.